# Нові Сади
Нові Сади (пол. Nowe Sady, до 1957 р. — Військо або Hujsko) — село в Польщі, у гміні Фредрополь Перемишльського повіту Підкарпатського воєводства, у межах етнічної української території Надсяння.
Населення — 301 особа (2011).

## Розташування і опис
Село лежить біля підніжжя Кальварії Пацлавської, переважно на правому березі річки Вігор (притоки Сяну), при самому кордоні з Україною, на відстані 8 км на південь від Фредрополя і 17 км на південь від Перемишля. Округлої форми поселення розкинулося між вкритими лісом горами (як, наприклад, стрімка гора Костіль, що височіє над округою) і великою площею посередині, що називається «Стависько». На півночі Нові Сади межують з Серакізцями. Також в межах села ще з XVIII століття існує німецька колонія Фалькенберг.

## Історія

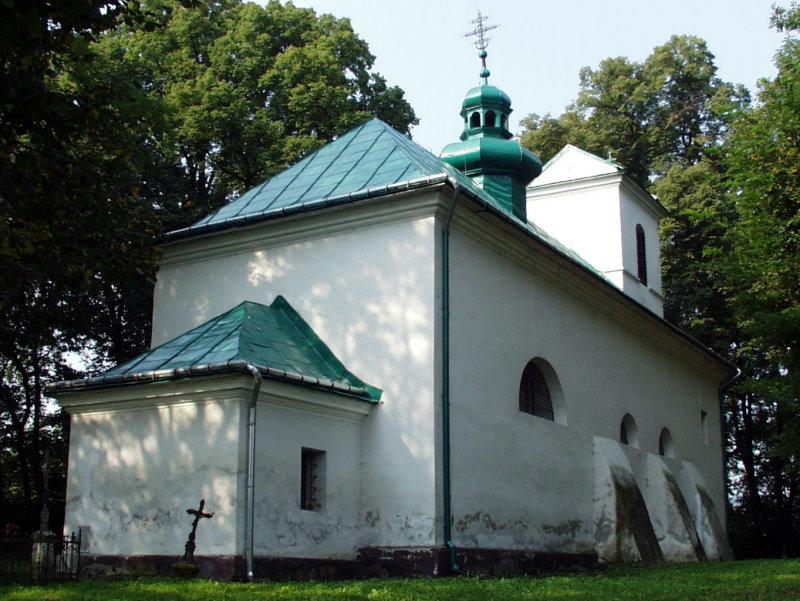
Оборонна церква в селі

Перша згадка про Військо походить із 1444 року. Село було за княжих часів засноване військовою дружиною, чиїм завданням було охороняти єдину на той час дорогу, яка сполучала місто Добромиль з містечком Риботичі і йшла далі на захід. На військове походження вказує не тільки сама назва села, а також покровитель церкви — Св. Георгій (Юрій), якого завжди вшановували воїни.
У податкових списках православного Перемишльського деканату Військо згадується в 1510 році, а це означає, що парафія існувала тут ще раніше. До сьогодні на пагорбі посеред Війська збереглися земляні вали і рів давньоруського оборонного городища, яке виникло ще на початку середніх віків.
Військове походження села підтверджує також назва його частини — «Під Костіль» та залишки оборонної споруди «Костеллюм» (від лат. castellum — укрепление, крепостца) біля названої вище дороги, а також назви «Вал», «На валу». з одної сторони дуже стрімка, височіє над усією тутешньою округою. На горі Костіль часто виорювали куски паленої цегли, де-не-де видно було сліди фундаментів якоїсь великої будови.
Згідно з народними переказами, на ці місця нападали татари, залишивши свої сліди в сусідньому селі — Новосілках Дидинських; а за річкою Вігор, на горі, недалеко від села Сільця, є високий горб, що називають «Татарською могилою» — подейкують, що татари насипали її шапками. Розповідають також, що в присілку «Будова» сусіднього села Передільниці стався великий бій з ординцями, які були розгромлені, багатьох узято в полон, вони згодом не захотіли повертатися додому, вихрестились і залишилися тут назавжди — в метриках села, дійсно, багато жителів з татарськими прізвищами.
Під час визвольної війни під проводом Богдана Хмельницького місцеві селяни вступали у козацькі відділи, які йшли походом до Замостя і вели бої з поляками за здобуття Добромиля.
Під назвою Оско (Hojsko) село належало до королівських володінь Перемишльського староства, а після першого поділу Польщі — до австрійських урядових володінь. Тут існувала броварня, що тоді називалась фабрична. Також працювала соляна шахта (тому патроном села вважалася ще й Св. Варвара, яку шанували гірники копалень), але австрійська влада закрила її ще в 1788 році. На пасовиську, під лісом, ропа підходить до поверхні, тому коли в селі не було солі, люди вільно цією ропою користувалися.
7.5.1946 перейменували село Фалькенберг Військівської сільської Ради Добромильського району на село Сокологірка.
У травні 1948 р. села Військо і Сокологірка передані Польщі.
У 1957 році назву села змінено на Нові Сади і приєднано до нього Фалькенберг — давню німецьку колонію, що існувала поруч з селом
У 1975—1998 роках село належало до Перемишльського воєводства, згодом увійшло до складу Підкарпатського воєводства.

## Церква святого Юрія Побідоносця
Муровану оборонну церкву було зведено посеред давньоруського городища у 1655 році і перебудовано у 1830-му. Ця парафіяльна церква Св. Юрія Побідоносця належала до Добромильського деканату (зараз — Перемиський деканат). На цвинтарі поруч з храмом зазвичай ховали загиблих захисників села.
Згідно метрикальних книг, від 1784 року на сільській парохії були такі священики:
- Якуб Левицький (1731)[4]
- Якуб Левицький (1737)[5]
- Іван Стрільбицький (1785—1787)
- Григорій Ситорович (1790)
- Іван Горбацький (1790—1802)
- Николай Сенкевич (1803—1814)
- Павло Біжинський (1816—1841)
- Анатолій Менцинський (1841—1865)
- Яків Лукашевич (1866—1874)
- Яронім Копистянський (1896—1910)
- Йосип Маринович (1910—1911)
- Юліан Гумецький (1911—1921)
- Йосип Маринович (1921—1948)

У міжвоєнний період (1920—1939) існували також її філійні церкви в Новосілках Дидинських, Пацлаві, Кальварії Пацлавській та в Трушевичах.

## Діаспора в Перемишлі
В 1988 р. з нагоди 1000-ліття Хрещення Русі перемиською громадою біля церкви Св. Юрія Побідоносця в Нових Садах було поставлено дубовий хрест. У 2008 році тут було відкрито високу кам'яну могилу Борцям за волю України 1918-20 рр. та 1945-47 рр.
24 серпня 2014 року українська діаспора в Перемишлі провела в селі Нові Сади головні заходи на честь 23-ї річниці Незалежності України. Владика Кир Євген Попович, відслуживши молебень до Всіх Святих Українського Народу на могилах Українського Військового Цвинтаря у селі Пикуличі, приїхав в Нові Сади, де також відслужив Божественну літургію в намірені України, а також панахиду за усіх, хто загинув в останній час за її свободу. Після богосужень перед діаспорою з релігійними і патріотичними піснями виступили знаменита лемківська співачка Юлія Дошна і лютняр Антоні Пільх з ансамблю старовинної музики з Києва "Хорея Козацька".
27 вересня 2015 року, у день Свята Воздвиження Чесного і Животворящого Хреста, у Нових Садах відбулася врочиста Свята Літургія в оборонній церкві св. Юрія Побідоносця. В місці зруйнованого старого хреста біля церкви парафіянами Перемишля було встановлено новий, з відтвореним написом з попереднього хреста, який нагадує про врочистості з 1988 року. Святу Літургію відслужив Митрополит і Архієпископ Іван Мартиняк в сослуженні пароха Перемишля отця митрата Богдана Степана, отця митрата Володимира Даниліва, отця Дмитра Лєшка та диякона Володимира Качмара. Також співав Кафедральний Хор під проводом Ярослава Вуйціка. Після Святої Літургії посвячено хрест та процесійним ходом парафіяни з Перемишля перейшли до братської могили воїнів, де було відслужено панахиду.

## Населення
За 100 років, починаючи з кінця XVIII сторіччя, кількість населення Війська зросла в півтора рази. У 1795 році в селі було 515, а в 1899-му — 752 греко-католиків. За даними з 1881 року, тут було 664 греко-католиків, 55 римо-католиків та 2 юдея.
У 1921 році в селі нараховувалось 136 будинків і 788 жителів, з них 765 греко-католики, 9 римо-католиків та 14 осіб юдейської віри. У 1939 році в селі мешкало 899 греко-католиків. Багатьох німців колонії Фалькенберг, що були римокатоликами, у 1940 р. виселили до Вартеґав за програмою Додому в Рейх. Після Другої світової війни майже всі українці були депортовані або в СРСР, або на захід та північ Польщі. Фактично єдиною родиною, що залишилася на цей час у Війську, є родина Володимира Василечків, яка зберігає ключи від церкви Св. Юрія Побідоносця.
Демографічна структура станом на 31 березня 2011 року:
|          | Загалом | Допрацездатний вік | Працездатний вік | Постпрацездатний вік |
| -------- | ------- | ------------------ | ---------------- | -------------------- |
| Чоловіки | 158     | 37                 | 105              | 16                   |
| Жінки    | 143     | 42                 | 78               | 23                   |
| Разом    | 301     | 79                 | 183              | 39                   |

## Відомі особистості
У селі народилися:
- Сінкевич Іван Хризостом  (* 1814 — ?) — популяризатор хорового співу в Галичині та Буковині.
- Малицький Ярослав — український політв'язень, учасник національно-визвольної боротьби, голова (1992—2009), нині почесний голова Львівської обласної Спілки політичних в'язнів України.
- Лучак Емілія Володимирівна (1937) — українська поетеса. Член Національної спілки письменників України (з 2002).

## Бійці УПА, що загинули в селі Військо (1945-47 рр.) та поховані в братській могилі біля церкві св. Юрія Побідоносця
- Баран Василь
- Беницький Теодор
- Василечко Степан
- Василечко Ярослав
- Витиш Степан
- Гаваньо Степан
- Гарбар Михайло
- Гірник Дмитро
- Гірник Степан
- Казьо Микола
- Качмар Степан
- Косюра Михайло
- Косюра Степан
- Леськів Микола
- Леськів Іван
- Лучишин Михайло
- Малицький Іван
- Малицький Михайло
- Масник Йосип
- Мацьків Станіслав
- Машталір Володимир
- Михайлечко Степан
- Прокіп Михайло
- Процак Іван
- Процак Михайло
- Тисовський Михайло
- Тисовський Михайло
- Трицецький Михайло
- Трицецький Степан
- Фартушок Ярослав
- Щітьо Михайло